# Saint-Tricat
Saint-Tricat là một xã ở tỉnh Pas-de-Calais, vùng Hauts-de-France, Pháp.

## Địa lý
Saint-Tricat có cự ly 5 mile (8 km) về phía tây nam của Calais, tại giao lộ của các tuyến đường D215 và D246.

## Dân số
| 1962                                                         | 1968 | 1975 | 1982 | 1990 | 1999 | 2006 |
| ------------------------------------------------------------ | ---- | ---- | ---- | ---- | ---- | ---- |
| 461                                                          | 478  | 457  | 531  | 556  | 614  | 672  |
| Số liệu điều tra dân số từ năm 1962, dân số chỉ tính một lần |      |      |      |      |      |      |

## Địa điểm nổi bật
- Nhà thờ St. Nicaise thế kỷ 12.